# Johann Friedrich Ernst Albrecht
Johann Friedrich Ernst Albrecht (* 11. Mai 1752 in Stade; † 11. März 1814 in Altona/Elbe) war ein deutscher Arzt und Schriftsteller.

## Leben
Albrecht war der Sohn des Arztes und Hofrates Günther Anton Heinrich Albrecht und dessen Ehefrau Katharina Dorothea Kolbe. Nach dem Schulbesuch in seiner Heimatstadt wechselte Albrecht an die Klosterschule nach Ilfeld. Im Jahr 1769 immatrikulierte er sich an der Universität Erfurt, um Medizin zu studieren, u. a. bei Professor Johann Wilhelm Baumer, bei dem er auch wohnte. Dort lernte er dessen Tochter kennen und verliebte sich in sie.
1771 starb Baumer, und nach dem obligaten Trauerjahr heiratete Albrecht die damals 14-jährige Tochter Sophie. Mit ihr hatte er eine Tochter und einen Sohn. 1772 konnte Albrecht sein Studium erfolgreich mit einer Promotion beenden und bekam sofort an derselben Medicinischen Facultät eine Anstellung als Privatdozent. Bis 1776 hielt er Vorlesungen, meistenteils über Geburtshilfe, Geschlechtskrankheiten und Medizingeschichte. Die einzige Veröffentlichung aus Albrechts Dozentenzeit behandelt „Zootomische und physikalische Entdeckungen von der innern Einrichtung der Bienen besonders der Art ihrer Begattung“ (1775).
1776 debütierte Albrecht als Theaterschriftsteller mit dem Stück Der unnatürliche Vater. Im selben Jahr noch gingen er und seine Ehefrau mit Graf Manteuffel nach Reval. Der Graf hatte ihn als Leibarzt auf seinen Gütern in Estland engagiert. Diese Stelle hatte Albrecht bis 1780 inne; nur unterbrochen von mehreren ausgedehnten Reisen durch Estland und Russland. Im Laufe des Jahres 1780 kehrte das Ehepaar Albrecht nach Deutschland zurück und ließ sich in Erfurt nieder.
Dort begann sich Albrecht als Schriftsteller zu etablieren; seine Ehefrau schloss sich dem Impresario Pasquale Bondini und dessen Theatertruppe an. Albrecht begleitete ab 1782 seine Frau zu Auftritten nach Leipzig, Dresden, Frankfurt am Main und nach Prag, wo er 1793 Eigentümer einer Buchhandlung wurde. Auf diesen Tourneen freundeten sich die Albrechts in Frankfurt/Main mit Friedrich Schiller an. Diese Freundschaften wurden durch Besuche gefestigt und so kam es, dass Schiller im Hause Albrechts seinen Don Carlos beendete. Während dieser Zeit übersetzte Albrecht das philosophische Werk Jean-Jacques Rousseaus ins Deutsche.
Von Anfang an war Albrecht begeistert von den Ideen der französischen Revolution und mit der Zeit wurde er einer der wichtigsten Führer der Demokraten Norddeutschlands, welche die Revolution in Deutschland fortsetzen wollten. In seinen revolutionären Schriften trat Albrecht gegen die Sklaverei ein (Die Befreyung), begeisterte sich für den Amerikanischen Unabhängigkeitskrieg (Die Engländer in Amerika) und lobte den Kampf der Holsteiner gegen die Schweden (Altona vor hundert Jahren).
Wegen der Zensur veröffentlichte Albrecht fast alle seine Romane als Schlüsselromane. Da diese aber meistens dann doch durchschaut wurden, veröffentlichte er diese oft zusätzlich noch anonym und mit fingierten Druckorten. Aus der Vielzahl seines literarischen Werks ist vielleicht Lauretta Pisana hervorzuheben; es gilt als einer der ersten erotischen Romane im modernen Deutschland.
1795 ließ sich Albrecht mit seiner Ehefrau in der Nähe von Hamburg nieder, doch zogen sie kurze Zeit darauf gemeinsam nach Altona, da dort im Königreich Dänemark die politischen Verhältnisse wesentlich liberaler waren. Am 1. September 1796 gründete Albrecht das Nationaltheater von Altona und begann im selben Jahr noch mit der Veröffentlichung seiner politischen Zeitschrift Der Totenrichter. In Altona wurde er Mitglied der Freimaurerloge Carl zum Felsen.
1798 ließ sich das Ehepaar Albrecht einvernehmlich scheiden. Als Sophies zweiter Ehemann, ein Kollege vom Theater, kurze Zeit später starb, heiratete Albrecht seine geschiedene Ehefrau ein zweites Mal. Ab ungefähr 1804 wandte sich Albrecht wieder der ärztlichen Arbeit zu und praktizierte in Hamburg. Neben seiner Praxis hatte er großen Erfolg mit seinen Schriften zur Sexualhygiene.
1813 gab er seine Praxis als Arzt auf und nahm eine Stelle als Oberarzt in einem Militärhospital an. Während einer Typhus-Epidemie infizierte er sich bei einem Patienten und starb im Alter von 62 Jahren am 19. März 1814 in Altona.

## Werke
Albrechts schriftstellerisches Werk kann in zwei Phasen unterteilt werden: Ab 1776 schrieb er über 80 Romane und Schauspiele, die überwiegend unterhaltenden Charakter hatten und in der zweiten Hälfte des 19. Jahrhunderts zur Ritter-, Räuber- und Schauerromantik gezählt wurden.
Der zweite Schwerpunkt seines Schaffens sind meistenteils politische Schriften und schlussendlich noch eine Vielzahl an „medizinischen“ Veröffentlichungen.
Einige seiner populärwissenschaftlichen Werke erfreuten sich während des gesamten 19. Jahrhunderts großer Beliebtheit und wurden wiederholt neu aufgelegt. Manche waren bis ins 20. Jahrhundert hinein wahre Gesundheitsbibeln und wurden von anderen Autoren überarbeitet. So erschien 1909 in seinem Namen das Buch „Der Mensch und sein Geschlecht, ärztliche Belehrungen über das Geschlechtsleben des Menschen“ in 38. Auflage. Trotz der breit gefächerten Themen, die neben Ophthalmologie auch innere und Infektionskrankheiten, Chirurgie, HNO, Pädiatrie, Dermatologie und Zahnheilkunde einschließen, ist Albrechts besonderer Einsatz für die Volksaufklärung über gynäkologische, venerische und sexuelle Themen unübersehbar. Ab 1808 begann er mit der Veröffentlichung von zahlreichen populärmedizinischen Schriften.
Belletristik (Auswahl)
- Der unnatürliche Vater. Ein Trauerspiel in drey Aufzügen. Keyser, Erfurt 1778. (Digitalisat)
- Die Affenkönige oder Die Reformation des Affenlandes. Ein politischer Roman in zwei Büchern. Wucherer, Wien 1789.
- Lauretta Pisana. Leben einer italienischen Buhlerin. Aus Rousseaus Papieren dramatisch bearbeitet. 3 Bände. Walther, Leipzig 1789.
- Uranie. Königin von Sardanapalien im Planeten Sirius. 1790.
- Die Töchter Kroks Böheims Fürstinnen. Eine Geschichte des achten Jahrhunderts. 2 Bände. Hoffmann, Hamburg 1792.
- Pansalvin, Fürst der Finsternis und seine Geliebte. Heinsius, Gera 1794.
- Saul der Zweyte, genannt der Dicke König von Kanonenland. Hennings, Erfurt 1798.
- Miranda, Königin im Norden, Geliebte Pansalvins. Hennings, Erfurt 1798.
- Kakodaemon der Schreckliche. Pansalvins und Mirandas Donnerkeil, Revisor und Codex der Menschen-Rechte. Pyropolis (Erfurt) 1800.
- Dolko der Bandit, Zeitgenosse Rinaldo Rinaldinis. Mainz/Hamburg 1801.
- Die fünf Totenköpfe 1810.[1]

Politische Schriften und Schauspiele politischen Inhalts
- Gespräche die Maurerey betreffend. Nebst einem Anhang von Rosenkreuzern. Kummer, Leipzig 1785.
- Dreyerley Wirkungen, eine Geschichte aus der Planetenwelt. 8 Bände. Sandhof (i.e. Schaumburg), Germanien (i.e. Wien) 1789.
- Die Engländer in Amerika. Ein Schauspiel in vier Aufzügen. Dresden 1790. Wehrhahn, Laatzen 1998, ISBN 3-932324-13-7.
- Die Kolonie. Schauspiel. Augsburg 1792.
- Die Befreyung. Ein Schauspiel. Eckstorff, Altona 1798.
- Altona vor hundert Jahren. Ein historisches Schauspiel. Vollmer, Altona 1804.

Medizinische Schriften
- Vernünftige Gesundheitspflege. Ein unentbehrliches Handbuch für alle Hausväter, Landgeistliche und Wundärzte besonders in Gegenden wo keine Aerzte sind. Hamburg 1808.
- Der Kinderarzt. Ein Handbuch, nach welchem Mütter Kinder behandeln, sie für Krankheiten schützen, Krankheiten heilen und so sie zu gesunden Weltbürgern erziehen sollen. Vollmer, Altona 1808.
- Chirurgischer Rathgeber. 1808.[2]
- Der Augenarzt oder sichere Hülfe für kranke Augen in welchem gelehret wird, wie er seine Augen erhalten, und Krankheiten derselben verhüten, auch verhindern könne, daß wenn kleine Krankheiten derselben eingetreten, nicht größere daraus erwachsen. Nebst Mitteln, kleinere Anfälle dieser Krankheiten selbst zu heilen, und größern vorzubeugen. Vollmer, Hamburg 1809.
- Heimlichkeiten der Frauenzimmer oder Die Geheimnisse der Natur hinsichtlich der Fortpflanzung des Menschen über Befruchtung, Beischlaf und Empfängnis und eheliche Geheimnisse zur Erzeugung gesunder Kinder und Erhaltung der Kräfte und Gesundheit. Ernst, Quedllinburg 1852. Neuausgabe Rogner & Bernhard, München 1976.
- Hülfe für alle, die an hypochondrischen oder hysterischen Übeln leiden 	oder Hypochondrie und Hysterie bei beiden Geschlechtern betrachtet nach ihrem Ursprunge, Kennzeichen, Ursachen. Vollmer, Hamburg 1809.
- Allgemeines Hülfsbuch für das weibliche Geschlecht. Vollmer, Hamburg 1809.
- Die Kopfschmerzen, ihre schnelle Linderung und gänzliche Heilung. Ein unentbehrliches Hülfsbuch für alle, die Anfällen von Kopfweh unterworfen sind, und in welchem auch zugleich alle Gattungen des Kopfschmerzes mit den Gefühlen desselben zergliedert, die Ursachen entwickelt, und die Heilmittel vorgelegt werden, durch die jede Gattung zu lindern und zu heben ist. Gräff, Leipzig 1811.
- Die Krankheiten des Gehörs und die Taubheit. Wie beugt man ihnen vor und heilt man sie? Zur Belehrung und zum Trost für alle diejenigen, welche an diesen Krankheiten leiden. Basse, Quedlinburg/Leipzig 1823. (Digitalisat)
- Die Kuhpocken oder Vaccination. Untersuchungen von einem vieljährigen praktischen Arzte. Vollmer, Hamburg 1809.
- Sichere Mittel gegen das Zahnweh, oder der kleine Zahnarzt. Enthaltend: eine genaue und deutliche Uebersicht der Zähne, ihrer Behandlung und Wartung, um dieselben bis ins Alter vollkommen gut zu erhalten, nebst einer Darstellung der Krankheiten derselben, und der Mittel, sie zu heilen. Gräff, Leipzig 1809.
- Von der Krankheit und Heilart der Pollutionen beider Geschlechter. Vollmer, Hamburg 1808.
- Der weibliche Busen, nebst Mitteln, dessen Schönheit und Erhaltung in seinen vier Epochen als Kind, Jungfrau, Gattin und Mutter. Vollmer, Hamburg 1810.
- Der Beischlaf nebst einer vernünftigen Anweisung, wie man sich dabei zu verhalten habe, um seine Gesundheit und Kräfte zu erhalten und zugleich schöne starke und gesunde Kinder zu erzeugen. Nebst der Enthüllung der Rätsel der Natur bei der Erzeugung des Menschen und von der Schädlichkeit oder Unschädlichkeit der gewöhnlichen Mittel, den Beischlafstrieb zu befördern. Altona/Hamburg 1810.
- Vollständiges Fieberbuch für alle Fieberkranke. Herold, Hamburg/Altona 1810.
- Häusliches Handbuch der Wundarzneykunst, oder Belehrung, wie man sich bei äußerlichen Verletzungen zu verhalten habe, nebst Anweisung und Mitteln, sich sicher zu heilen und gegen gefährliche Folgen zu schützen. Zur Bekämpfung der Vorurtheile die in diesem Fache herrschen. Vollmer, Hamburg 1810.
- Diätetisches Handbuch für Kaufleute. 1810.[3]
- Sichere Hülfe für alle, die an der güldenen Ader oder Hämorrhoiden leiden. 1810.[4]
- Sichere Hülfe für Schwindsüchtige und Lungenkranke. Dritte mit neuen Erfahrungen bereicherte Auflage von einem praktischen Arzte. Ernst, Quedlinburg/Leipzig 1845. (Digitalisat)
- Hülfsbuch für alle, die an Schwäche der Geschlechtstheile leiden. Vollmer, Hamburg 1812.
- Allgemeines Hülfsbuch für das männliche Geschlecht, enthaltend die Krankheiten und Zufälle welche mit der Schwäche der Geschlechtstheile verbunden sind. Nebst den Vorbauungsmitteln gegen diese Krankheiten. Vollmer, Hamburg 1809.
- Husten, Katarrh und Schnupfen. 1810.[5]
- Die Krankheiten der Haut, Ausschläge genannt, und zwar besonders über Krätze und ihre verschiedenen Gattungen, die Ausschläge des Kopfs mit ihren Abteilungen, über Flechten, den Ansprung der Kinder, und mehrere sogenannte kronische oder langwierige Ausschläge, die mit keinem Fieber verbunden sind. Nebst den Mitteln, sich dagegen zu verwahren, und sie in möglichster Kürze und einfach zu heilen. Vollmer, Hamburg 1810.
- Allgemeines und vollständiges Lehrbuch zur Heilung aller venerischen Krankheiten, Kunst sie zu erkennen, zu behandeln, und im Nothfall, wenn man ohne Arzt ist, sich selbst davon zu befreyen. Nebst den dazu gehörigen Mitteln, ihren Wirkungen und Gebrauche. Vollmer, Hamburg 1810.
- Rathgeber bei rheumatischen Schmerzen oder sogenannten Flüssen. Nebst den Ursachen ihrer Enststehung, ihrer Eintheilung, Verschiedenheit der Behandlung und Heilart. Mit einer Anzeige, wie man ihnen vorbauen und im Entstehen sie ersticken könne. Vollmer, Hamburg 1810.
- Rathgeber für Schwangere, Gebährende und Wöchnerinnen. Vollmer, Hamburg 1790.
- Die Wurmkrankheiten. Vollmer, Hamburg 1810.
- Der Rathgeber in Krämpfen, besonders im Magenkrampfe. Vollmer, Hamburg 1811.
- Praktischer Rathgeber gegen die Gicht und alle mit ihr verwandte Krankheiten, deren Ursachen, Zufälle und Heilung. Aus eigener Erfahrung geschöpft, und mit den dagegen anzuwendenden Mitteln versehen. Vollmer, Hamburg 1811.
- Die Ruhr, ihre Erkenntniß, Zufälle, Ursachen, Vorbauungs- und sichere Heilmittel. Vollmer, Hamburg 1811.
- Die Schleimkrankheiten, deren Entstehung und Heilung, zunächst aber von dem Schleim des Magens und Darmkanals. Vollmer, Hamburg 1811.
- Die monatliche Reinigung des zweiten Geschlechts. Ein Handbuch, welches die Nothwendigkeit der Aufmerksamkeit auf dieses Zeichen der Gesundheit beim schönen Geschlechte darstellt, dessen Ordnung und Unordnung, Mangel und Überfluß, Eintritt und Aufhören behandelt, und die Mittel anzeigt, wie solches in Ordnung zu erhalten. Vollmer, Hamburg 1812.
- Populärer Unterricht in Geburtshülfe zunächst für Hebammen, in welchem alles, was über Geburtshülfe zu wissen nöthig ist, und was Hebammen nicht oft genug wiederholen können, abgehandelt, und ihnen Anweisung gegeben wird, was sie in Ansehung der Gebährenden, während der Schwangerschaft, Niederkunft und nach derselben zu beobachten, wie sie ihre Diät einzurichten, wie sie im Nothfall und in Ermangelung eines Arztes selbst in schwierigen Fällen Hülfe leisten können. Mit einem Anhange, das Verhalten bei und mit Kindern in der ersten Zeit nach der Geburt betreffend. Vollmer, Hamburg 1812.